# Šunijos upė
Šunijos upė este o arie protejată (sit de importanță comunitară — SCI) din Lituania întinsă pe o suprafață de 184,95 ha, integral pe uscat.

## Localizare
Centrul sitului Šunijos upė este situat la coordonatele 55°24′21″N 22°23′30″E / 55.4057°N 22.3916°E.

## Înființare
Situl Šunijos upė a fost declarat sit de importanță comunitară în decembrie 2020 pentru a proteja 1 specie de animale.

## Biodiversitate
Situată în ecoregiunea boreală, aria protejată conține 4 habitate naturale: Păduri fino-scandinave bogate în ierburi cu Picea abies, Păduri de stejar sau de stejar și carpen sub-atlantice și medio-europene de Carpinion betuli, Păduri pe pante, grohotișuri și ravene de Tilio-Acerion, Păduri aluvionare cu Alnus glutinosa și Fraxinus excelsior (Alno-Padion, Alnion incanae, Salicion albae).
La baza desemnării sitului se află o specie protejată de  pești: cicar (Lampetra planeri).
Pe lângă speciile protejate, pe teritoriul sitului au mai fost identificate 2 specii de plante.